# Llengua pluricèntrica
Una llengua pluricèntrica és una llengua amb diverses versions estàndard. Aquesta situació se sol produir sovint quan una llengua i la identitat nacional o el nom (de part) del territori dels seus parlants no coincideix.
Exemples de llengües pluricèntriques són el català, amb els estàndards proposats per l'IEC i l'AVL; el castellà, amb diferents estàndards a Espanya i l'Argentina entre d'altres; l'anglès, amb estàndards diferents per al Regne Unit i els Estats Units d'Amèrica, considerat un pluricentrisme simètric per la importància d'ambdós dialectes; o l'alemany, també una llengua pluricèntrica, amb estàndards diferents per a Alemanya, Suïssa i Àustria, però asimètrica, puix que l'estàndard d'Alemanya és predominant.